# タマラ・プレス
タマラ・プレス（ロシア語:Тамара Натановна Пресс、1937年5月10日 - 2021年4月26日）は、旧ソビエト連邦の陸上競技選手。1960年ローマオリンピックと1964年東京オリンピックの投てき種目で3つの金メダルを獲得した選手である。砲丸投、円盤投とも6回の世界記録を樹立している。
ローマ大会の80mハードルと東京大会の五種競技で金メダルを獲得した妹のイリーナ・プレスとともに、プレス姉妹と呼ばれた。

## 疑問
果たして彼女たちは女性だったのか？という疑問がある。実際彼女たちの性別に対してのチェックは行われなかったといわれている。両性具有者という者も、またある者は男性ホルモンを注射していたためという。「プレス兄弟」と中傷したものもいた。すべての国際的なスポーツ大会で性別検査が義務化されるようになったのは1968年からである。（2000年シドニーオリンピックでは廃止）彼女たちはスポーツの舞台から姿を消した。